# Beatrice Mason
Beatrice Mason (Rio de Janeiro, ) é uma cantora brasileira.
Beatrice começou a estudar música aos seis anos, cantando em corais e aprendendo a tocar instrumentos. Quando teve de escolher uma carreira, no entanto, Beatrice optou pelo Direito, que praticou por 13 anos no Brasil e nos Estados Unidos. Após sair da advocacia, Beatrice tem se apresentado em shows no Rio de Janeiro, em outras capitais do Brasil, e também na Europa, Estados Unidos e Canadá.

## Discografia
A cantora já lançou os CDs Mosaico e 12 Seconds, e teve várias faixas incluídas em coletâneas internacionais. 